# Cmentarz wojenny nr 131 – Stróże Wyżne
Cmentarz wojenny nr 131 – Stróże Wyżne – zabytkowy cmentarz z I wojny światowej, zaprojektowany przez Jana Szczepkowskiego, położony na terenie wsi Stróże, w gminie Grybów, w powiecie nowosądeckim, w województwie małopolskim. Jeden z ponad 400 zachodniogalicyjskich cmentarzy wojennych zbudowanych przez Oddział Grobów Wojennych C. i K. Komendantury Wojskowej w Krakowie. Należy do IV Okręgu Cmentarnego Łużna. 

## Opis
Cmentarz zbudowano w dolinie, w pobliżu potoku Wyskidzianka. Groby ze stelami, na których umieszczono żeliwne krzyże typu „austriackiego” z datą 1914 wykonane według projektu Gustawa Ludwiga. Znane są nazwiska 103 pochowanych. Większość z nich poległa między marcem a majem 1915. Cmentarz położony na terenie wsi Stróże w przysiółku Wyskidzianki, w odległości 2km od centrum wsi w kierunku wschodnim. Prowadzi do niego asfaltowa droga gminna. Na końcu alejki prowadzącej od wejścia cmentarza stoi pomnik. Ogrodzenie cmentarza – betonowe słupki z podmurówką pomiędzy słupkami, przęsła oraz bramka wejściowa wykonane zostały z kutego metalu. W 1993 roku przeprowadzono generalny remont, oraz odbyła się uroczystość upamiętniająca poległych żołnierzy w której uczestniczył ambasador Węgier Ákos Engelmayer. W 2019 r. cmentarz został poddany gruntownej renowacji. Wykonano konserwację metalowych elementów ogrodzenia, wymieniono betonowe cokoły, odnowiono nagrobne krzyże oraz wykonano metalowe, emaliowane tabliczki nagrobne z nazwiskami poległych żołnierzy.

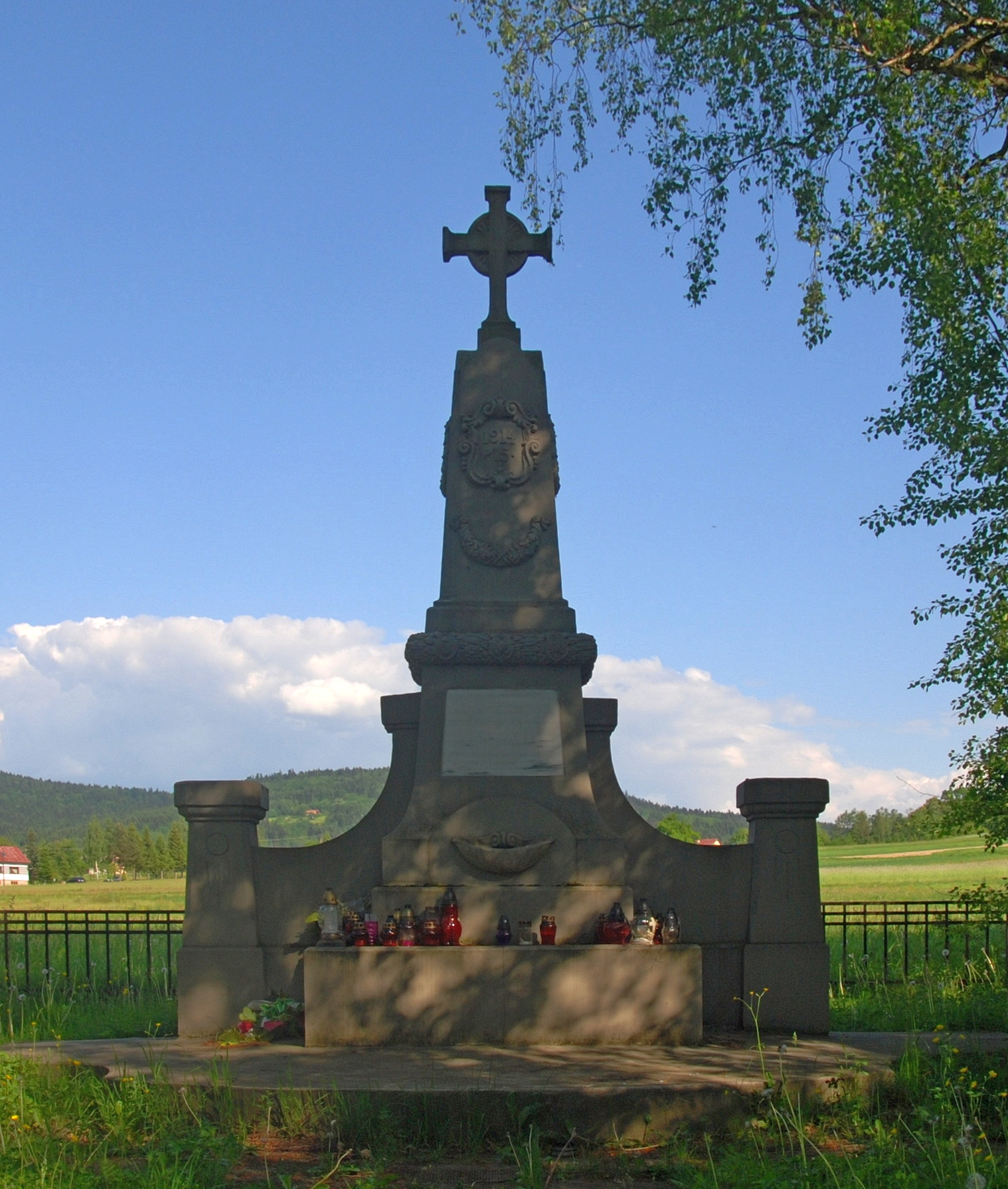
Pomnik główny
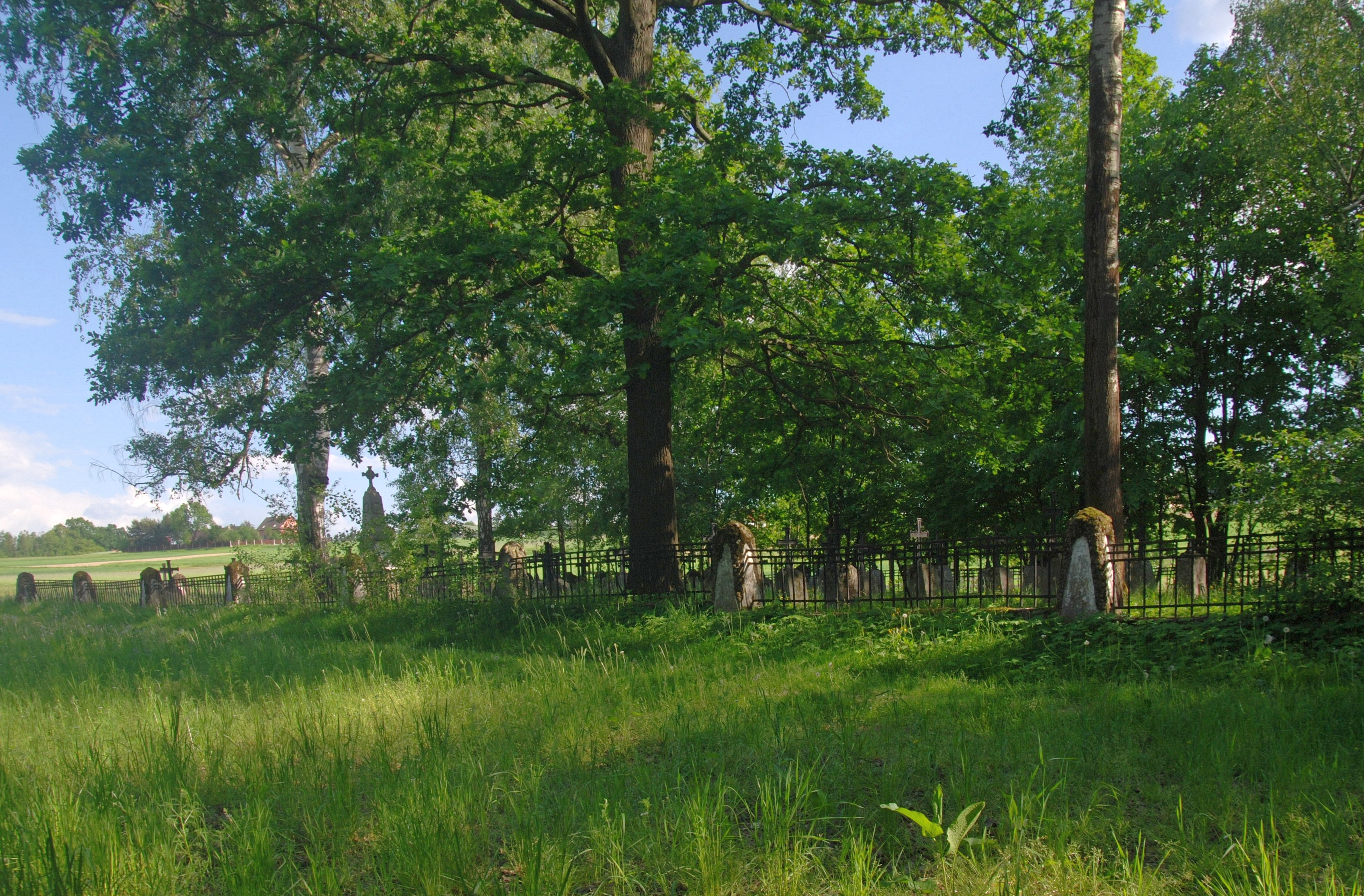
Widok ogólny
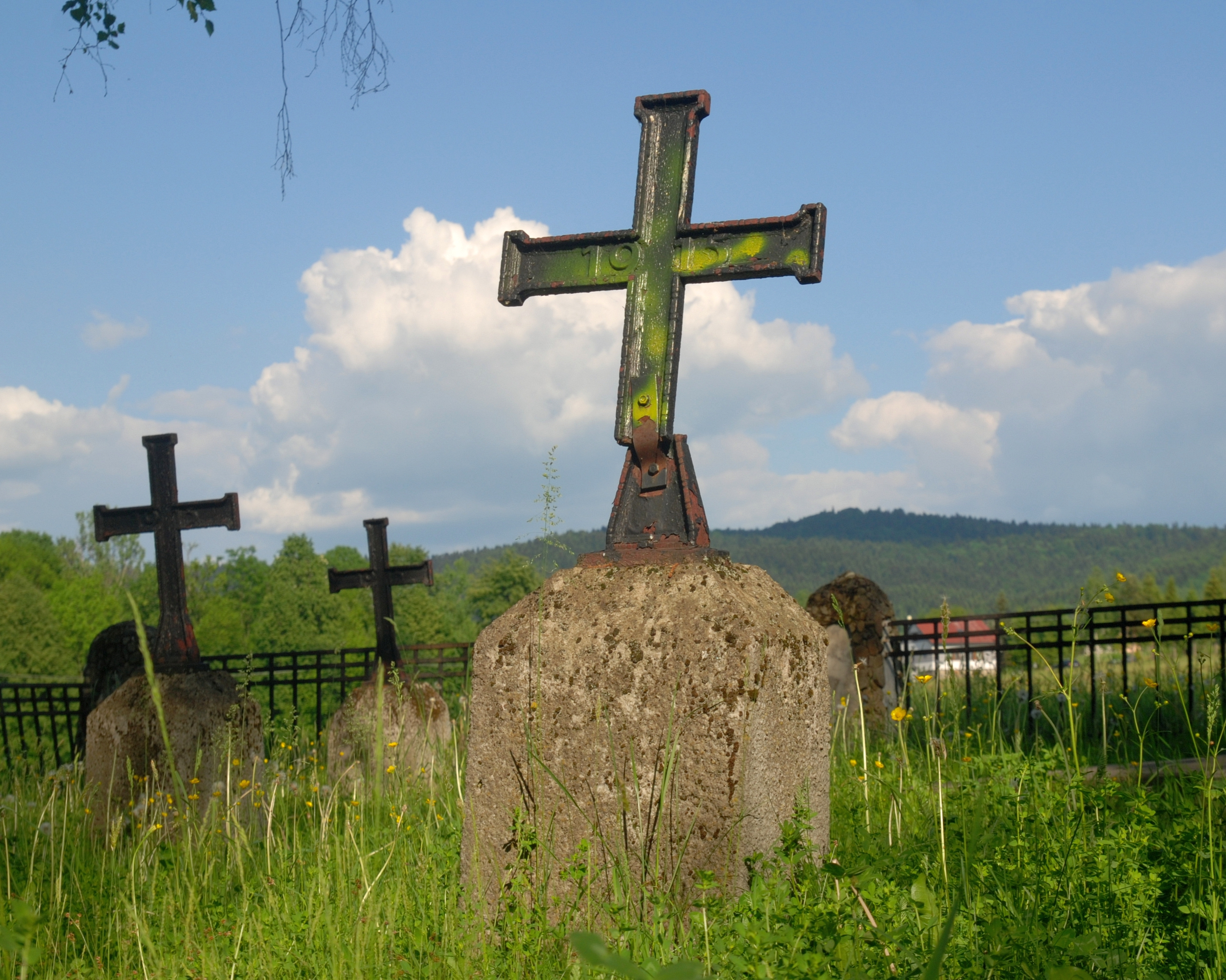
Krzyż na mogile zbiorowej w 2018 roku
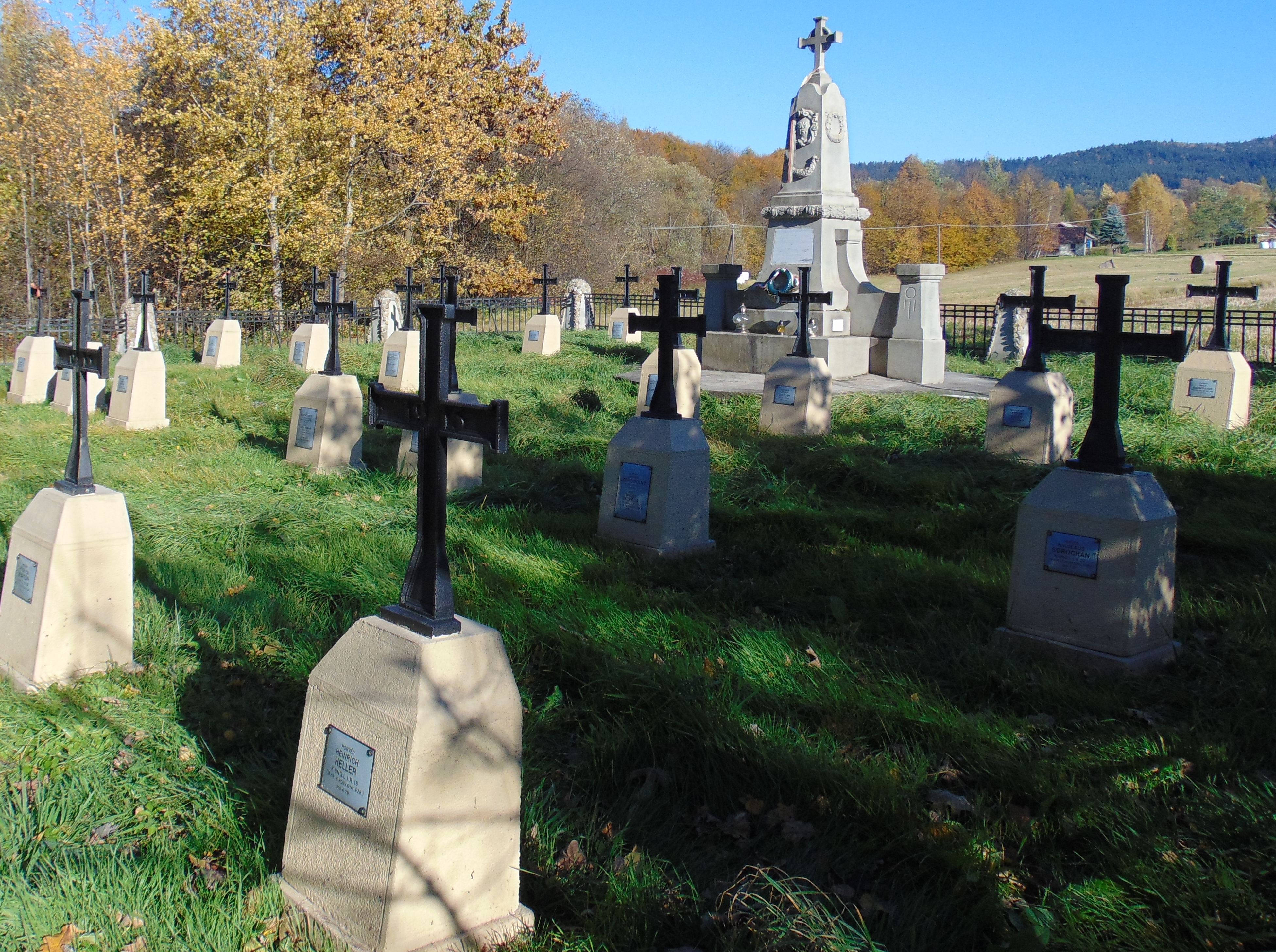
Cmentarz po wykonanej renowacji w 2019r.
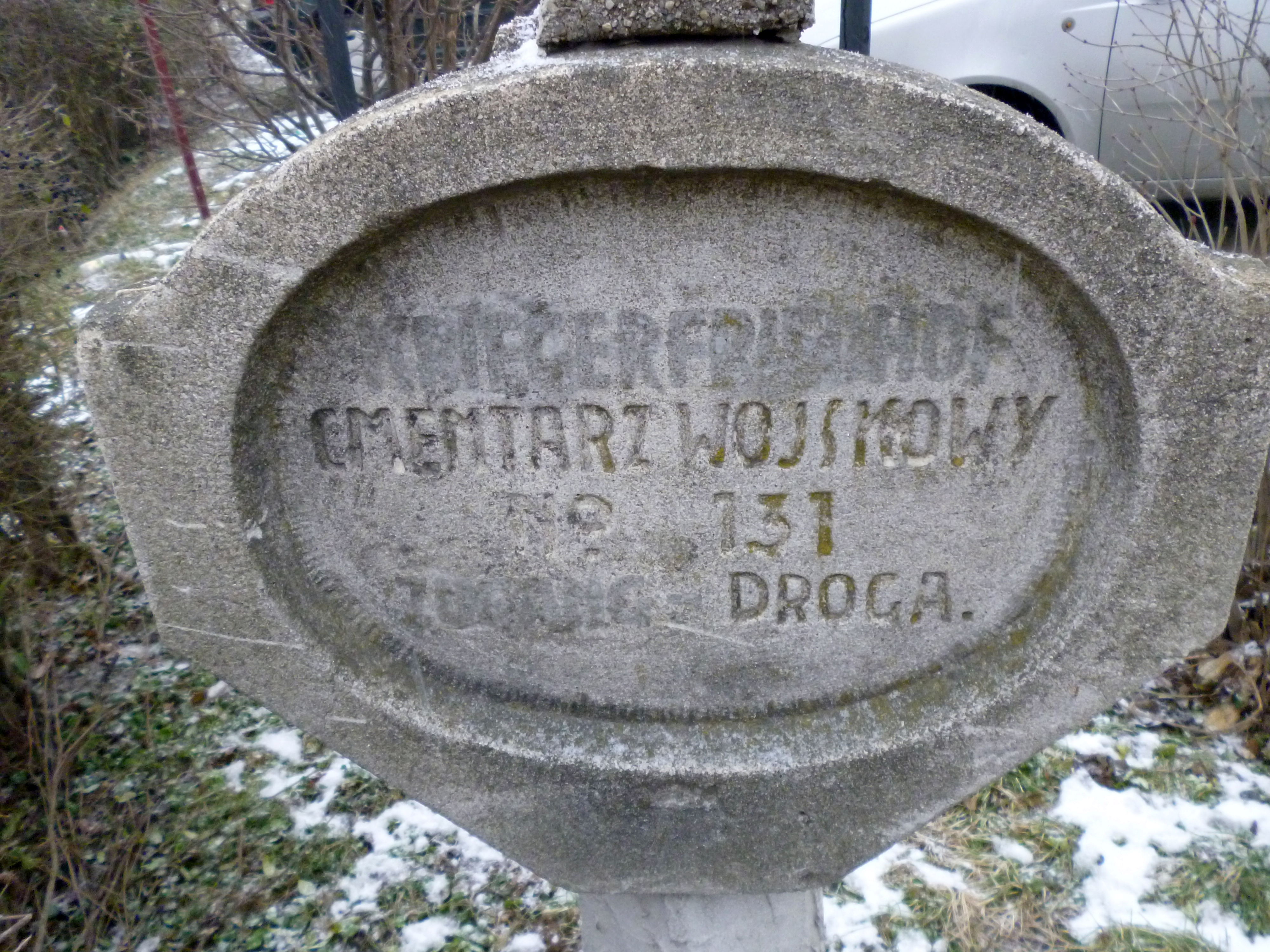
Tablica przy drodze

Na cmentarzu pochowano 114 żołnierzy w 23 pojedynczych grobach i 35 mogiłach zbiorowych:
- 95 żołnierzy austro-węgierskich;
- 11 żołnierzy niemieckich;
- 8 żołnierzy rosyjskich.